# Depot von Přerov nad Labem
Das Depot von Přerov nad Labem (auch Hortfund von Přerov nad Labem) ist ein Depotfund der frühbronzezeitlichen Aunjetitzer Kultur aus Přerov nad Labem im Středočeský kraj, Tschechien. Es datiert in die Zeit zwischen 2000 und 1800 v. Chr. Das Depot befindet sich heute im Museum von Lysá nad Labem.

## Fundgeschichte
Das Depot wurde erstmals 1921 erwähnt. Die genaue Fundstelle und die Fundumstände sind unbekannt.

## Zusammensetzung
Das Depot besteht aus zwei bronzenen Ösenhalsringen bzw. Ringbarren. Die Oberfläche der Ringe ist grob bearbeit. Die Enden sind verjüngt und häkchenartig.